# 178113 Benjamindilday
178113 Benjamindilday è un asteroide della fascia principale. Scoperto nel 2006, presenta un'orbita caratterizzata da un semiasse maggiore pari a 3,1340540 UA e da un'eccentricità di 0,0354544, inclinata di 14,78596° rispetto all'eclittica.
L'asteroide è dedicato all'astronomo statunitense Benjamin Dilday.